# Torre Britania
La Torre Britania es una torre que se encuentra situada en el Barrio Inglés de la ciudad de Rosario, Provincia de Santa Fe, en Argentina. La construcción comenzó en mayo de 2007 y fue terminada en mayo de 2011. Consta de dos Torres, una de 17 pisos y otra de 21. La torre tuvo un costo de 7 millones de dólares. 

## Información
El primer edificio inteligente de viviendas del interior del país consta de dos torres de viviendas, una de 17 pisos y otra de 21, ubicadas en la esquina de Paraguay y Wheelwright. 
La Torre Britania tiene dos cuerpos centrales comunicados entre sí, uno de 17 pisos y otro de 21. Hay un total de 26 departamentos que son de 2,3 y 4 dormitorios, todos con vista al río. Las cocheras fueron construidas por debajo de la Casa de valor patrimonial.
El reciclaje de la casona antigua fue completo. Los amenities están ubicados sobre los pisos superiores: una piscina con vista al río con vestuario y sauna, un Business Center con salón de usos múltiples y en el subsuelo una cava.
El proyecto y la dirección de obra estuvo a cargo del Arquitecto Gustavo Lein, y la ejecución fue de ingeniero LEIN y asociados S.R.L.
- Datos: Q6150060